# 近藤摂南
近藤 摂南（こんどう せつなん、1922年4月7日 - 2009年5月20日）は、日本の書道家。本名は寿男。
大阪府大阪市生まれ。1945年、立命館大学卒業。炭山南木、津金隺仙（「隺」は鶴の文字から鳥を取った文字）に師事。池大雅に大きな影響を受けた。旧来の書壇のあり方に疑問を呈し、自ら新書派を旗揚げ。寺山修司の詩を作品に仕上げるなどした。
日展理事、四天王寺女子大学教授のほか、新書派協会の会長などを務める。
2009年5月20日、肺炎のため死去。

## 主な受賞
- 奈良県文化賞
- 日展内閣総理大臣賞
- 日本芸術院賞

## 主な著書
- 「日本の言葉を書く - 漢字かな交じりの書 -」（天来書院、2001年）